# Державіна Дар'я Олексіївна
Дар'я Олексіївна Дьякова (рос. Дарья Алексеевна Дьякова; 8 березня 1767 — 16 червня 1842) — поміщиця, меценатка, друга дружина поета Г. Р. Державіна, успадкувала після його смерті садибу «Званка», на базі якої з її волі був заснований Званський жіночий монастир.

## Життя
Одна з п'яти дочок сенатського оберпрокурора, статського радника Олексія Опанасовича Дьякова від шлюбу його з княжною Авдотієй Петрівною Мишецькою. Одна сестра була дружиною поета В. В. Капніста, інша (Марія) — архітектора та поета М. О. Львова, третя — графа Я. Ф. Стенбока.
Отримала домашню світську освіту і виховання, особливо любила музику і сама грала на арфі. Родинні зв'язки батьків сприяли знайомствам дочкам із вищим петербурзьким суспільством. Сестри бували на вечорах Л. О. Наришкіна і складали кадриль великому князю Павлу Петровичу.
Після смерті батька (в 1791 році), Дар'я Олексіївна жила в Ревелі у сестри, графині Стенбок, з якої наприкінці 1794 р. приїхала в Петербург. Незабаром після переїзду їй зробив пропозицію Г. Р. Державін, що овдовів за півроку перед тим. Дар'я Олексіївна була раніше знайома з Катериною Яківною Державіною, першою дружиною поета («Пленірой»), і користувалася прихильністю останнього як невістка його двох найближчих друзів, Львова та Капніста. 31 січня 1795 році відбулося її весілля, причому нареченому було 51, а нареченій 28 років. Вони не були закохані одне в одного, і шлюб цей, як зізнавався сам Державін, був заснований більше на почутті давньої дружби і на розумі, а не на пристрасті.

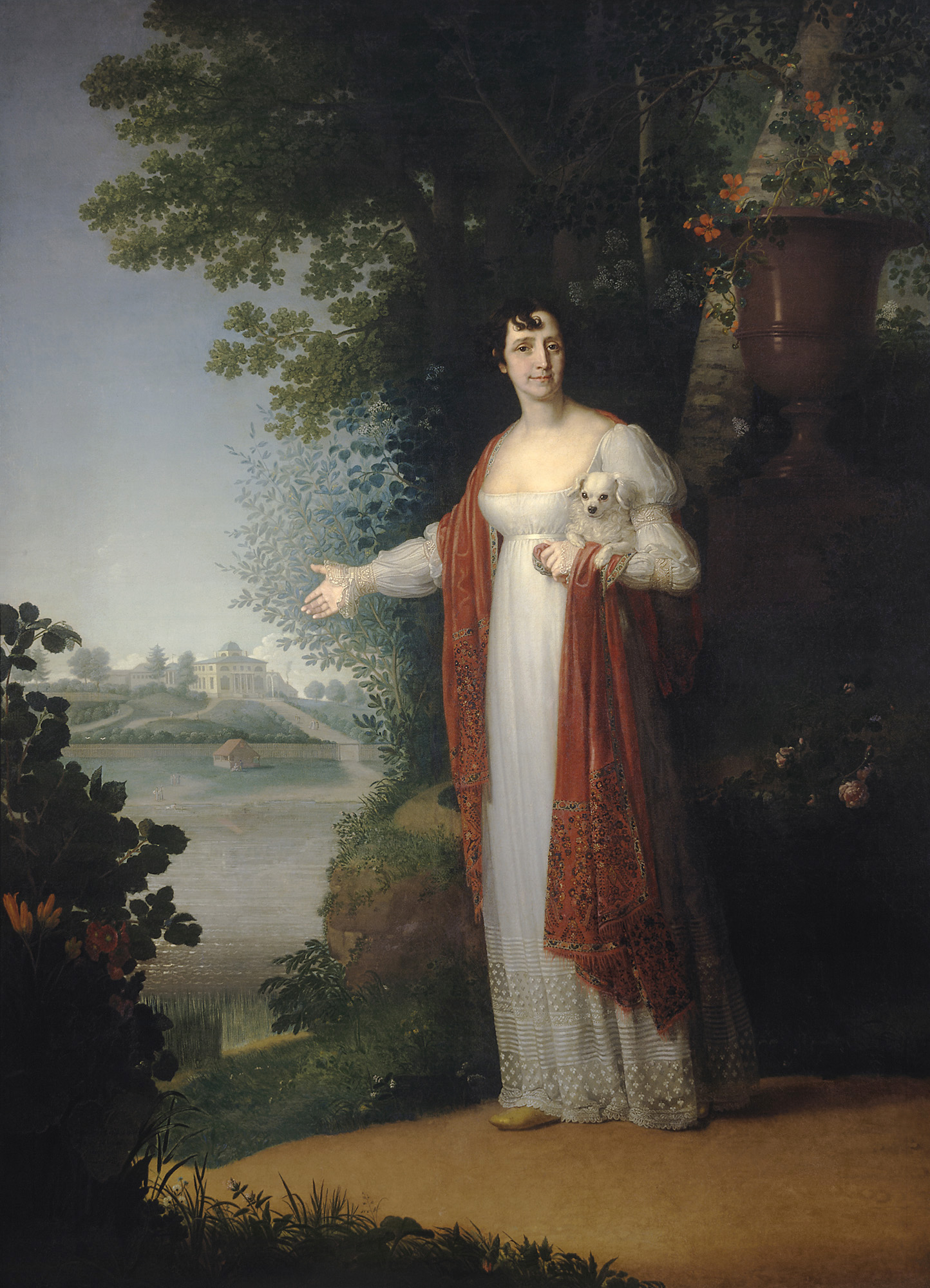
Дар'я Державіна на портреті В. Л. Боровиковського (1813)

За своїм характером Дар'я Олексіївна у багатьох відношеннях представляла повну протилежність першій дружині поета: наскільки та була весела, товариська, любила світське життя, настільки Дар'я Олексіївна «була зосереджена в самій собі, стримана і суха у зверненні, навіть з близькими людьми, часто не люб'язна до друзів свого чоловіка», особливо якщо їй здавалося, що їх присутність може шкідливо позначитися на його здоров'ї, про яке вона надзвичайно дбала. Однак вона була «добра, добродійна, справедлива, великодушна і тому, незважаючи на свої недоліки, була улюблена і шанована людьми, що жили з нею. Вона не терпіла лихослів'я і ніколи не дозволяла при собі погано говорити про відсутніх». Вона всіляко намагалася усунути та звільнити від домашніх турбот свого непрактичного чоловіка, і, не маючи своїх дітей, всі турботи перенесла на нього і на господарство, яким керувала сама; безконтрольно розпоряджаючись усім майном чоловіка, до покупки і продажу земель включно, вона зуміла значно поліпшити його, хоча берегла своїх селян і не мучила їх оброками.
Смерть чоловіка була для неї дуже тяжким ударом. Вона насилу від цього оговтавшись, відокремлено і скромно жила в «Званці», заповідану їй чоловіком. Згодом вона подружилася зі своїми сусідами — графом Аракчеєвим з садиби Грузино, графинею А. О. Орловою-Чесменською та архімандритом Фотієм, який був схильний приписувати собі великий вплив на Дарину Олексіївну.
Д. О. Державіна пережила чоловіка на чверть століття. Вона померла 16 червня 1842 році в «Званці» і була похована поряд із чоловіком у Хутинському монастирі.

## Пам'ять
Духовним заповітом Державіна залишила 30 тис. рублів асигнацій на стипендії в Казанському університеті та капітал на заснування притулку для звільнених з-під варти. Бажаючи увічнити існування «Званки» і в честь пам'яті свого чоловіка, вона заповідала 50 тисяч асигнаціями на установу в цьому маєтку Знаменського жіночого монастиря, на утримання якого розпорядилася внести 100 тис. рублів асигнацій в Опікунську раду. Званський монастир із жіночим училищем при ньому, отримали назву «Державінського», був відкритий тільки в 1869 році.
Чоловік-поет присвятив своїй «Мілені» кілька віршів, наприклад: «Мрія», «До Музи», «Бажання», «До портрету».